# نوبت توست که بمیری

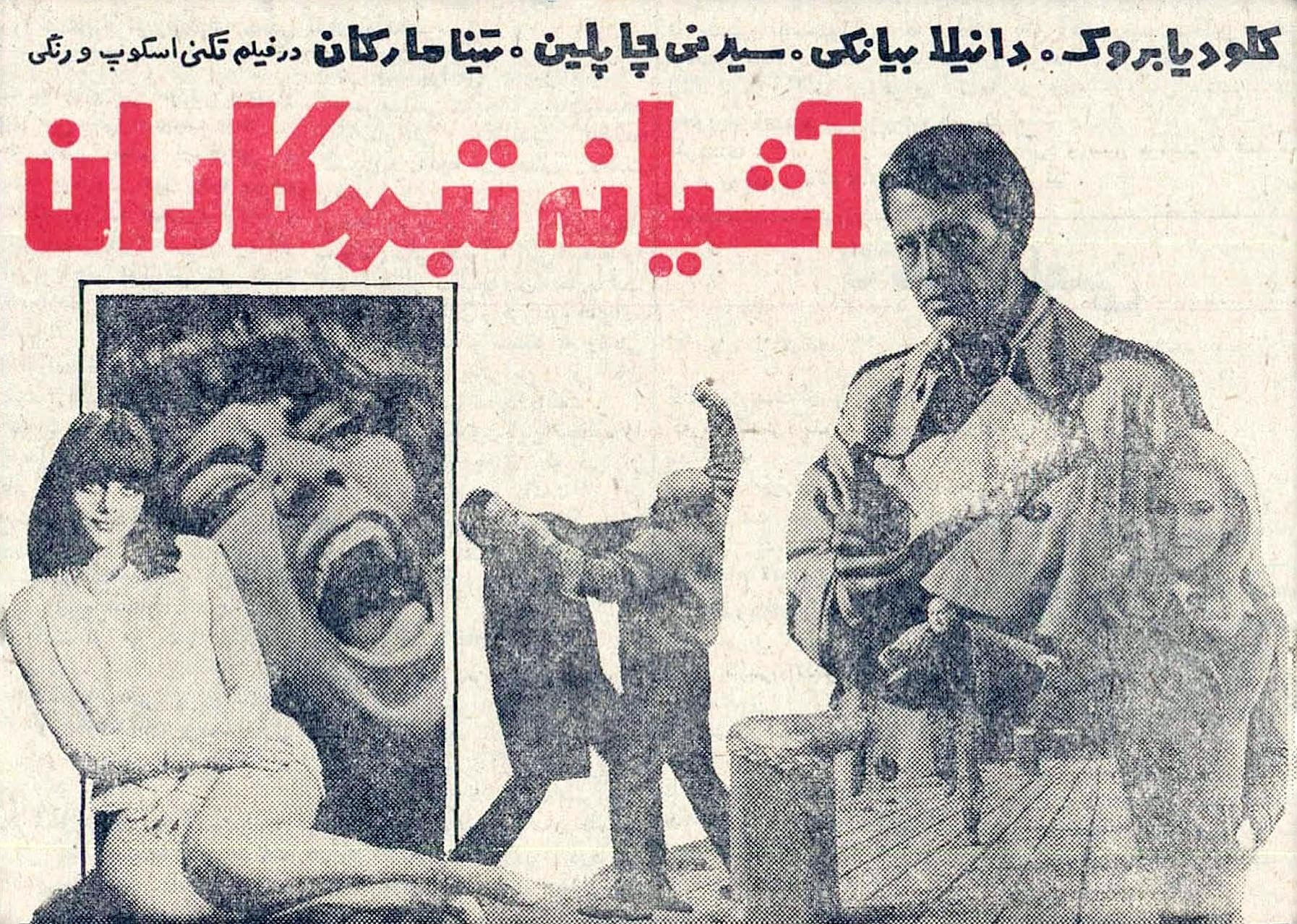
آگهی تبلیغاتی فیلم در یکی از جراید کثیر الانتشار، ۱۳۴۶ خورشیدی

نوبت توست که بمیری (به انگلیسی: Your Turn to Die) با نام اصلی بیش از اندازه برای زنده ماندن… خیلی کم برای مُردن (به ایتالیایی: Troppo per vivere... poco per morire) فیلمی دلهره‌آور به کارگردانی میکله لوپو است که در سال ۱۹۶۷ منتشر شد. این فیلم پیش از انقلاب در ایران با نامِ آشیانهٔ تبهکاران دوبله و در سینماها اکران شد.

## گزیدهٔ بازیگران
- کلاودیو بروک
- دنیلا بیانکی
- سیدنی چاپلین
- جس هان
- ایو ونسان
- استفانیا کاردو
- ناتسارنو زامپرلا
- آنتونی داوسون
- ژاک ارلن
- آندرئا بوزیچ
- تینا اَمون
- ریموند بوسیر
- جرج وانگ
- جان کارلسن
- گوئیدو لولاوبریجیدا
- هریت وایت